# 士仁
士 仁（し じん、生没年不詳）は、中国後漢末期の武将。字は君義。幽州広陽郡の出身。

## 生涯

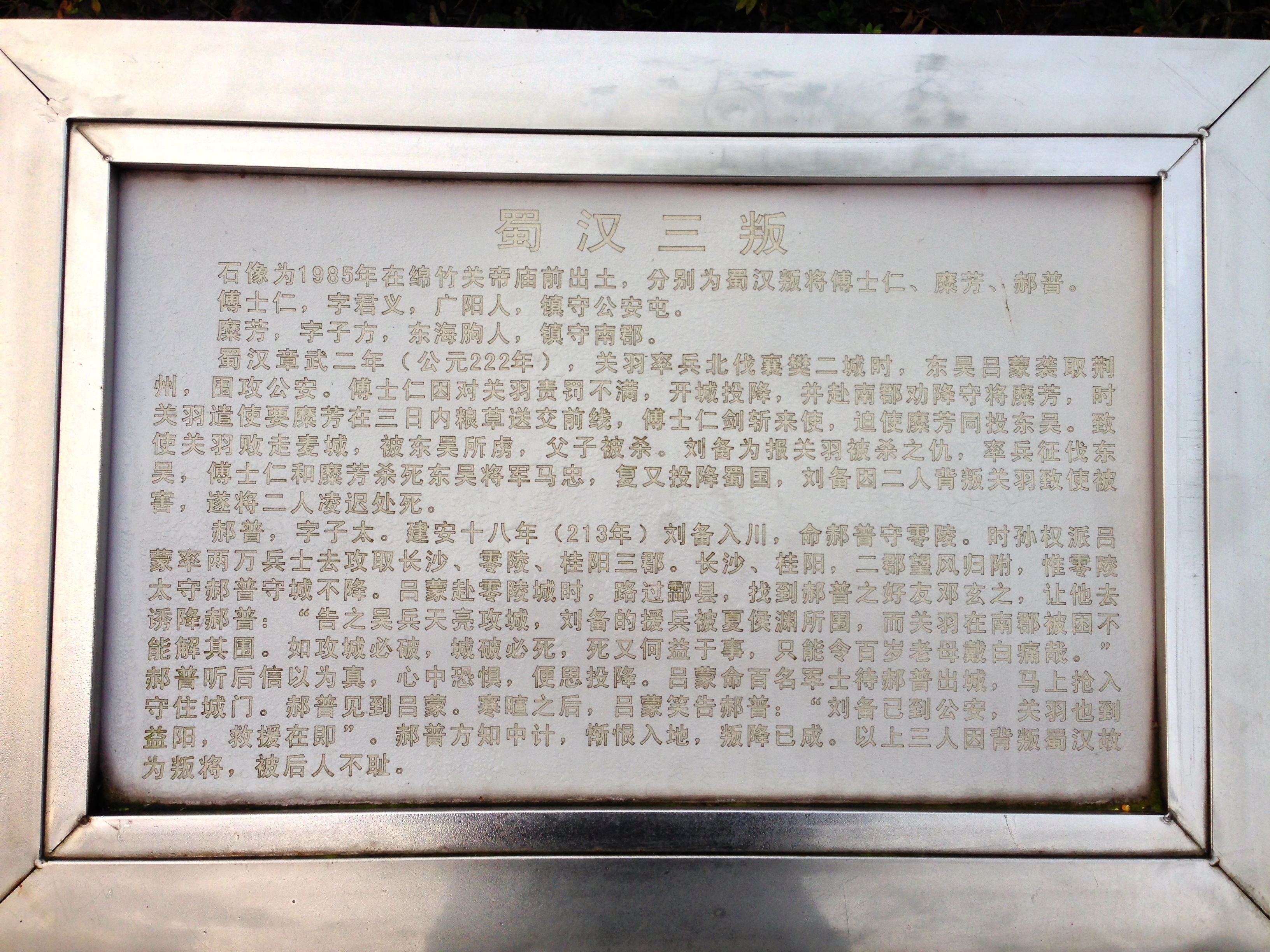
糜芳、郝普らとともに蜀漢三叛とされたことを解説する石碑（諸葛双忠祠）

陳寿の『三国志』関羽伝によると、劉備配下の将軍として荊州の公安城を守備していたが、上官である関羽からは軽んじられていると感じていた。関羽が樊城の戦いに臨んでも支援に全力を尽くさず、「帰還したら処罰してくれる」と叱責を受け、さらに不安を抱いた。そこで孫権から内通の誘いを受けると、江陵城を守備していた糜芳と共にこれに応じ、その軍を迎え入れた。
一方、呂蒙伝の注に引く『呉書』によると、降伏は孫権配下の呂蒙の軍が迫ってからのことで、それも最初は虞翻からの会見要請も拒んでいたが、最終的には虞翻からの説得の手紙を読み涙を流しながら降ったとされる。その後、呂蒙は士仁を連行して南郡まで迫り、士仁の姿を見て同地の太守である糜芳もまた降伏した。
共に孫権に降伏した糜芳はその後、『三国志』呉主伝などで呉の武官として活動した事績が見えるが、士仁が孫権に降伏した後の動向は不明となっている。
後に劉備が建国した蜀漢の史書である楊戯の季漢輔臣賛は、自国にとっての裏切り者である糜芳・士仁・郝普・潘濬に対し、「司令官に対し怨みを抱き、大徳を顧みず、国を救う功もなく、裏切りを成して逃走し、自ら人に見放され、二国の笑い者になった」と酷評を浴びせた。

## 物語中の傅士仁
羅貫中の小説『三国志演義』では第73回から、関羽配下の将"傅士仁"として登場。使者の費詩を歓待する宴会の中で失火を招き、関羽から厳しい懲罰を受ける。その後、罰の一環として公安を守備していたが、幼馴染の虞翻の説得を受け降伏。傅士仁は糜芳にも降伏を強いる（第75-76回）。
夷陵の戦いでは孫権配下の武将として従軍。しかし劉備軍の勢いに恐れをなした兵士が糜芳・傅士仁を殺して投降する相談を耳にして、彼らもまた恐れをなし、関羽の直接の仇である馬忠を殺害。その首級を持って劉備に降り、命乞いをするが、関羽の仇として許されず斬殺される（第83回）。
吉川英治の小説『三国志』では、その最期は劉備ではなく、関羽の子の関興に斬首される。